# Euplocia menbliaria
Euplocia menbliaria là một loài bướm đêm trong họ Erebidae.